# Костолевский, Игорь Матвеевич
И́горь Матве́евич Костоле́вский (род. 10 сентября 1948, Москва) — советский и российский актёр театра, кино и дубляжа; народный артист РФ (1995). Лауреат Государственной премии РФ (2000). Президент российской национальной театральной премии «Золотая маска» (2017—2023).

## Биография и творчество

### Ранние годы
Родился в семье руководителя Всесоюзного объединения «Экспортлес» Министерства внешней торговли СССР Матвея Матвеевича Костолевского (1908—1993) и Витты Семёновны Костолевской (1910—2011). Как председатель Всесоюзного экспортного объединения Народного комиссариата внешней торговли СССР (НКВТ) отец в годы Великой Отечественной войны руководил отправкой и разгрузкой военных поставок в северных портах СССР, был награждён орденами «Знак Почёта» и Трудового Красного Знамени; его жена и старший сын Валерий (род. 1937) в это время находились в эвакуации в Казани.
В детстве занимался боксом, но с годами понял, что драться — это не лучший способ отстаивать свою правоту. Окончив школу, два года работал испытателем в НИИ кварцевой промышленности, затем в 1966 году поступил в Московский инженерно-строительный институт.

### Начало театральной и кинематографической карьеры
На третьем курсе Костолевский ушёл из института и после неудачной попытки сдать экзамены в Школу-студию МХАТ поступил в ГИТИС на курс Андрея Александровича Гончарова. Ещё в студенческие годы Игорь с большим воодушевлением исполнял характерные роли. Окончив институт в 1973 году и оказавшись в числе трёх лучших выпускников, Костолевский поступил в труппу академического театра имени Вл. Маяковского, с которым связана почти вся его сценическая карьера. Уже в первые годы делил гримёрку с Владимиром Самойловым, Борисом Тениным, выходил на сцену с Арменом Джигарханяном, Натальей Гундаревой. Играл в спектаклях «Характеры» В. Шукшина, «Свои люди — сочтёмся» А. Островского, «Кин IV» Г. Горина. О работе в театре при А. А. Гончарове, который дал актёру амплуа «комедийный простак», Костолевский, занятый в начале карьеры в основном в массовках, потом вспоминал, что благодарен главному режиссёру за то, что тот поставил его в экстремальные условия, когда нужно было выживать. «Это была тяжёлая, но полезная школа», — признал Костолевский уже в зрелые годы.
Костолевский начал сниматься в 1970 году, дебютировав в картине «Семья как семья». Обладая благородной, запоминающейся внешностью, высокий и элегантный актёр с бархатным голосом, кудрявой головой и рыцарскими манерами с самого начала кинематографической карьеры и на многие десятилетия прочно вошёл в амплуа романтического героя, героя-любовника, мелодраматического персонажа. Два года спустя Костолевский сыграл друга Сони Гурвич в фильме Станислава Ростоцкого «А зори здесь тихие». Особенностью этой роли было почти полное отсутствие текста у персонажа Костолевского и обилие немых сцен с крупными планами, где огромное значение имела игра глаз. Киноведами отмечалось, что молодому актёру удалось продемонстрировать поразительную естественность кинематографического бытия, добиться максимальной человеческой достоверности созданного им образа.

### Популярность в театре и кино. Главные роли
Настоящую популярность в кино принесла Костолевскому его первая главная роль — декабриста Ивана Анненкова в фильме «Звезда пленительного счастья» (1975) Владимира Мотыля. Режиссёра фильма о декабристах привлекли одухотворённость внешнего облика Костолевского, выразительность созданного им образа, сочетавшего в себе робость и страсть одновременно, способность Игоря убедить зрителей в реальности своего кавалергарда, «прочный запас человечности». В героико-романтической ленте, имевшей бурный успех, критиками отмечены характерные черты актёрской манеры Костолевского — интеллектуальное обаяние, эмоциональная открытость, мягкость в сочетании с грустной иронией, незаметно переходящей в лиризм. Эти качества проявились и в комедийной мелодраме «Безымянная звезда» Михаила Козакова (1979): обе картины сделали Костолевского, по оценке Первого канала, «кумиром миллионов», «покорителем женских сердец». После выхода на экран этих фильмов Игоря стали узнавать на улицах. Новую волну популярности актёру принесла роль советского разведчика Андрея Бородина, срывающего планы фашистских агентов по ликвидации «большой тройки» — Сталина, Рузвельта, Черчилля в остросюжетном политическом детективе «Тегеран-43» (1980). Режиссёр фильма Владимир Наумов особо выделял мужественное начало в актёре. Работая над ролью, Костолевский познакомился и консультировался с прототипом — легендарным советским разведчиком Геворком Вартаняном. Песня «Вечная любовь» на музыку Жоржа Гарваренца в исполнении Шарля Азнавура стала всемирным хитом и прочно ассоциируется с образом героя Костолевского. Спустя 30 лет оркестры московских ресторанов, увидев входящего в заведение Костолевского, принимаются исполнять эту ностальгическую мелодию.
Высокие оценки киноведов получили работы Костолевского в фильмах «Весенний призыв» (1975, режиссёр П. Любимов) и, особенно, «Ася» (1977) режиссёра И. Хейфица (c Еленой Кореневой), где роль актёра строилась на свойственном ему мягком обаянии и сдержанной непосредственности. Вместе с тем некоторые критики отмечали, что режиссёров каждой новой мелодрамы привлекает «милая типажность» Костолевского, что в годы молодости причислялось к профессиональным недостаткам артиста. Поняв это, артист решительно освобождался из плена стереотипов, выбирая для себя разноплановые роли, не основанные на внешней привлекательности персонажа.
В 1978 году Костолевский стал лауреатом премии Ленинского комсомола за исполнение роли Евгения Столетова в шестисерийном телефильме «И это всё о нём». Романтизм сочувственно созданного актёром трагического образа погибшего в расцвете сил молодого героя вкупе с волнующей музыкой Евгения Крылатова способствовал необыкновенной популярности этого фильма. Вскоре Костолевский вступил в КПСС. В 1984 году Игорю было присвоено звание Заслуженный артист РСФСР. Событием 1985 года стала мелодрама «Законный брак» Альберта Мкртчяна, где актёр в дуэте с Наталией Белохвостиковой с обжигающей правдой жизни сыграл тему похороненной войной любви в сопровождении музыкального шедевра Исаака Шварца. В этом фильме Костолевский впервые виртуозно станцевал в кадре чечётку. По опросу журнала «Советский экран» Костолевский был признан Лучшим актёром 1986 года.
Наиболее значительными работами в Театре им. Маяковского стали пьеса «Родственники» Э. Брагинского и Э. Рязанова, где Костолевский обнаружил лирико-комедийный талант, «Дикарка» А. Островского, где актёр действовал в более широком диапазоне — от лирики до фарса, «Бег» М. Булгакова, чеховская «Чайка» (Треплев), где дуэт с Татьяной Дорониной в роли Аркадиной строился, по оценке критиков, на притягательности несовместимого. Важной для Костолевского стала роль парикмахера-лауреата по прозвищу Кинг в постановке Бориса Морозова по пьесе В. Арро «Смотрите, кто пришёл!» (1983), где актёр впервые в своей карьере исполнил персонажа с притягательной магией неопределённости. По мнению театроведов, провидчески сыгранный Костолевским Кинг оказался предтечей образа нового русского, нувориша 1990-х, хотя и с опережающей смутное время уверенностью в том, что духовное содержание жизни является непременным условием счастья. В поставленном Петром Фоменко спектакле «Плоды просвещения» по Л. Толстому, в «Круге» по С. Моэму, в «Кине IV» по Г. Горину Костолевский, согласно оценке критики, обнаружил «яркое комедийное дарование, замечательное владение секретами трагикомедии».

### На зарубежных площадках
Обогатило творческую палитру Костолевского сотрудничество с зарубежными театральными режиссёрами. Во второй половине 1980-х Костолевский, испытывавший проблемы с ролями в родном театре, заключил контракт в Норвегии, уехал туда на полгода и сыграл одну из лучших своих ролей — Вестника в «Орестее» Эсхила. В спектакле, длившемся 6 часов, с большой силой раскрылся трагический, бунтарский дар актёра, явившего весь ужас войны, в которой судьба победителя ненамного лучше участи побеждённого. В рецензиях указывалось: «с измождённым лицом, в растерзанной солдатской рубахе он казался посланцем всех ушедших из жизни на поле брани». После возвращения в Россию артист вновь сыграл в «Орестее» на сцене Театра Российской армии по приглашению режиссёра Петера Штайна, но уже роль Аполлона. После этого у Костолевского на родине возобновился весьма насыщенный и плодотворный театральный период: он был занят в спектаклях «Кин IV», «Нора» Ибсена, «Женитьба» в Театре на Покровке, «Арто и его двойник» у режиссёра Валерия Фокина, а также во множестве других постановок.
Из работ на других сценических площадках выделяются главные роли в спектаклях «В ожидании Годо» (1992, Швейцария), «Виктор, или Дети у власти» (1994, Московский театр сатиры), «АРТ» (1998).

### Признание и наше время
В 1995 году Костолевский был удостоен звания народный артист Российской Федерации. В 2000 году актёру присуждена Государственная премия РФ за исполнение роли Подколёсина в спектакле Театра на Покровке «Женитьба» Н. В. Гоголя. Особенность этого необычного действа в том, что актёр на сцене почти недвижим, меняются только его позы и положение тела, а всё внимание зрителя фокусируется на лице мятущегося Подколёсина, на наблюдении за разнообразием «неподвижностей», передающем всю гамму настроений, мыслей и чувств Ивана Кузьмича, меняющихся где-то на дне его души.
В 2004 году, в год столетия со дня смерти Антона Чехова, в рамках антологии рассказов русского классика на «Радио России» Костолевский прочитал одну из самых загадочных его повестей «Чёрный монах». В том же году Игорь снялся сразу в двух сериалах — «Шпионские игры» и «Усадьба». В 2004 году награждён Орденом Почёта.
В 2000-е годы Костолевский — один из самых успешных и востребованных актёров Маяковки, играет по 12-13 спектаклей в месяц. Режиссёр Сергей Арцибашев задействовал актёра в широком репертуаре, включающем роли Ивана Карамазова в «Братьях Карамазовых», Подколёсина в «Женитьбе», Плюшкина в «Мёртвых душах».
В сезонах 2013—2014, 2014—2015, с приходом в Театр им. Маяковского нового режиссёра Миндаугаса Карбаускиса, Костолевский занят в спектаклях «Враг народа», «Таланты и поклонники», «Мёртвые души» и «Женитьба», а также в спектакле «Кант» по пьесе литовского драматурга Марюса Ивашкявичюса. Снялся в сериале Владимира Хотиненко «Бесы» по Ф.Достоевскому.
За роль Стокмана в спектакле «Враг народа» (2014) удостоен приза XVIII театрального фестиваля «Норвежская пьеса на московской сцене» в номинации «Лучший актёр».
Костолевский — член Союза кинематографистов и Союза театральных деятелей РФ. В марте 2017 года, после смерти Георгия Тараторкина, по решению секретариата СТД РФ был избран президентом российской национальной премии «Золотая маска» (до 2023).
В 2023 году Игорь Костолевский удостоен награды «Звезда театрала» в номинации «Лучшая мужская роль» за исполнение роли Габито в спектакле «Любовь по Маркесу» в театре имени Маяковского.

## Семья
- Бабушка — Фейга Зеликовна Косталевская (1866—?)[23][24].
- Брат — Валерий Матвеевич Костолевский (род. 1937), инженер, изобретатель в области бурового оборудования[25][26][27].
- Первая жена (с 1981 года) — Елена Вадимовна Романова (род. 1957), актриса театра имени Маяковского.
  - Сын — Алексей (род. 1983).
- Вторая жена (с 2001 года) — Консуэло де Авиланд (род. 1955), французская актриса.
- Двоюродный брат — Матвей Робертович Костолевский (род. 1942), композитор и дирижёр, заслуженный артист Российской Федерации.

## Фильмография
| Год       |     | Название                        | Роль                                                                            |
| --------- | --- | ------------------------------- | ------------------------------------------------------------------------------- |
| 1970      | ф   | В Москве проездом…              | сержант (кинодебют)                                                             |
| 1972      | ф   | А зори здесь тихие…             | Миша, знакомый Сони Гурвич                                                      |
| 1975      | ф   | Звезда пленительного счастья    | Иван Александрович Анненков, декабрист, кавалергард                             |
| 1975      | ф   | Повторная свадьба               | Вася, молодой человек Аси                                                       |
| 1976      | ф   | Весенний призыв                 | рядовой Алик Полухин                                                            |
| 1976      | ф   | Степанова памятка               | Василий Саввич Турчанинов                                                       |
| 1977      | ф   | Ася                             | Гагин                                                                           |
| 1977      | ф   | Слово для защиты                | Курпенин, одноклассник Валентины и Руслана                                      |
| 1977      | с   | И это всё о нём                 | Евгений Столетов                                                                |
| 1978      | тф  | Безымянная звезда               | Марин Мирою, учитель                                                            |
| 1979      | ф   | Гараж                           | сын Милосердова                                                                 |
| 1979      | с   | Человек меняет кожу             | Кларк                                                                           |
| 1980      | ф   | Тегеран-43                      | Андрей Бородин, разведчик                                                       |
| 1981      | тф  | И с вами снова я…               | Жорж Шарль Дантес                                                               |
| 1981      | тф  | Ошибка Тони Вендиса             | Тони Вендис, теннисист                                                          |
| 1981      | тф  | Отпуск за свой счёт             | Юрий Павлов                                                                     |
| 1981      | ф   | Сказка, рассказанная ночью      | студент философии из Геттингена                                                 |
| 1982      | тф  | Никто не заменит тебя           | Алексей Голенищев                                                               |
| 1983      | тф  | Компаньоны                      | Рей                                                                             |
| 1984      | ф   | Прежде, чем расстаться          | Юрий Александрович                                                              |
| 1985      | ф   | Законный брак                   | Игорь Волошин                                                                   |
| 1986      | ф   | Ночные шёпоты                   | Александрас                                                                     |
| 1986      | ф   | По главной улице с оркестром    | Игорь                                                                           |
| 1986      | ф   | Прости                          | Кирилл Андреевич                                                                |
| 1987      | ф   | Гобсек                          | Максим де Трай                                                                  |
| 1987      | ф   | Риск                            | текст за кадром                                                                 |
| 1988      | ф   | Шут                             | Игорь Александрович, учитель математики                                         |
| 1989      | мтф | Вход в лабиринт                 | Олег Муромцев                                                                   |
| 1989      | кор | Один для всех                   | снимался                                                                        |
| 1990      | ф   | Вечный муж                      | Алексей Иванович Вельчанинов                                                    |
| 1991      | ф   | Жажда страсти                   | инспектор                                                                       |
| 1992      | ф   | Лестница света                  | Миша                                                                            |
| 1993      | тф  | Завтрак с видом на Эльбрус      | Павел Александрович Денисов                                                     |
| 1993      | ф   | Кодекс бесчестия                | Сергей Александрович Ребров                                                     |
| 1993      | ф   | Танго на Дворцовой площади      | Александр                                                                       |
| 1994      | ф   | Нимб                            | снимался                                                                        |
| 1995      | ф   | Квадрат                         | Андрей                                                                          |
| 1996      | ф   | Игра воображения                | Павел Антошин                                                                   |
| 1998      | с   | Самозванцы                      | Бельский                                                                        |
| 1998      | с   | Зал ожидания                    | Александр Зимин, банкир                                                         |
| 2001      | ф   | Русская красавица               | Владимир Сергеевич, писатель                                                    |
| 2003      | ф   | Другая женщина, другой мужчина… | Илья                                                                            |
| 2004      | с   | Усадьба                         | Аркадий Бимов                                                                   |
| 2004—2008 | с   | Шпионские игры                  | Сергей Матвеев, полковник ГРУ                                                   |
| 2006      | ф   | Старые дела                     | Василий Мазаев                                                                  |
| 2007      | с   | Война и мир / War and Peace     | император Александр I                                                           |
| 2008      | ф   | Время счастья                   | врач-гинеколог Александр Николаевич Белецкий                                    |
| 2008      | ф   | Синие, как море, глаза          | Коста                                                                           |
| 2010      | с   | Химик                           | генерал Игорь Сергеевич, начальник Управления ФСБ                               |
| 2010      | с   | В лесах и на горах              | купец Макар Тихонович Масленников                                               |
| 2010      | с   | Башня                           | профессор Генрих Оскарович Бергер                                               |
| 2010      | с   | Индус                           | Юрий Григорьевич Гальперин                                                      |
| 2011      | ф   | Время счастья 2                 | врач-гинеколог Александр Николаевич Белецкий                                    |
| 2014      | с   | Бесы                            | Степан Трофимович Верховенский, отец Петра Верховенского                        |
| 2016      | с   | Преступление                    | Виталий Семёнович Рыбаков, крупный столичный чиновник                           |
| 2020      | с   | Триггер                         | психолог-психотерапевт Александр Андреевич Стрелецкий                           |
| 2021      | с   | Серебряный волк                 | Александр Фёдорович Волков, полковник ФСБ в отставке                            |
| 2023      | ф   | Каждый мечтает о собаке         | Юрка в наши дни                                                                 |
| 2024      | с   | Игры                            | Виктор Степанович Ходаков, руководитель оргкомитета XXII летних Олимпийских игр |
| 2025      | ф   | Финал                           | руководитель Федерации Волейбола                                                |

### Телеспектакли
- 1970 — Семья как семья — студент МАИ
- 1973 — Детство. Отрочество. Юность — Иконин, студент (в титрах — И.Косталевский)
- 1980 — История кавалера де Грие и Манон Леско — кавалер де Грие
- 1981 — Родственники — Миша Румянцев, дальний родственник Бурова
- 1985 — Игра в джин — автор
- 1985 — Сцены из драмы «Маскарад» (телеспектакль по мотивам драмы М. Ю. Лермонтова «Маскарад») — князь Звездич
- 1987 — Смотрите, кто пришел! (театр им. В. Маяковского) — Кинг
- 1997 — Женитьба — Подколесин
- 2002 — Кин IV — принц Уэльский, он же король Георг IV
- 2007 — Женитьба — Подколесин
- 2009 — Карамазовы. Симфония страстей — Иван Федорович
- 2009 — Мёртвые души — Плюшкин / генерал-губернатор / князь
- 2013 — Таланты и поклонники — князь Ираклий Стратоныч Дулебов
- 2014 — Кант — Иоганн Шульц

## Дубляж
- 1972 — Надо убить эту любовь — Анджей (Анджей Малец)
- 1979 — Тэсс — Энджел Клэр (Питер Фёрт)
- 2015 — Маленький принц — Змея (Гийом Гальен)

## Театральные работы
- 1976 — «Считанные дни» Г. Немченко — радиоспектакль режиссёра Бориса Кондратьева по мотивам одноимённого романа в постановке Московского академического театра имени В. Маяковского — Валентин Нестеров, журналист
- Арнольд («Круг» С. Моэма)
- Василий Леонидович, Леонид Федорович Звездинцев («Плоды просвещения» Л. Толстого)[28]
- Голубков («Бег» М. Булгакова)
- Иван Иванович («Как поссорились» по Н. Гоголю)
- Иван Карамазов («Карамазовы» по Ф. Достоевскому)
- Моцарт и Сальери («Директор театра» по произведениям А. С. Пушкина, В. А. Моцарта, А. Сальери. Театральное агентство «Арт-Партнёр XXI»)
- Плюшкин, губернатор («Мёртвые души» Н. Гоголя)
- Подколёсин («Женитьба» Н. Гоголя)
- Принц Уэльский («Кин IV» Г. Горина)
- Торвальд Хельмер («Кукольный дом» («Нора») Г. Ибсена)
- 1978 — Треплев («Чайка» А. Чехова)
- Эрик Ларсен («Загадочные вариации» Э. Шмитта)
- 2012 — Князь Дулебов — «Таланты и поклонники» Александра Островского, режиссёр Миндаугас Карбаускис
- 2013 — Петер Стокман — «Враг народа» Генрика Ибсена (версия Саши Денисовой), режиссёр Никита Кобелев
- 2013 — Иоганн Шульц — «Кант» Марюса Ивашкявичюса, режиссёр Миндаугас Карбаускис
- 2015 — Звездинцев Леонид Федорович — «Плоды просвещения» Л. Н. Толстого, режиссёр Миндаугас Карбаускис
- 2016 — Аздак — «Кавказский меловой круг» Бертольта Брехта, режиссёр Никита Кобелев
- 2017 — Генри Хигинс — «Пигмалион» Бернарда Шоу, режиссёр Леонид Хейфец
- 2020 — Сарафанов — «Старший сын» Александра Вампилова, режиссёр Анатолий Шульев

## Награды
- Премия Ленинского комсомола (1978) — за исполнение роли Евгения Столетова в телесериале «И это всё о нём»
- Заслуженный артист РСФСР (1984)
- Лучший актёр 1985 года по опросу журнала «Советский экран»
- Народный артист Российской Федерации (19 октября 1995 года) — за большие заслуги в области искусства[1]
- Премия Мэрии Москвы в области литературы и искусства (1997) — за участие в спектакле «Женитьба»
- Государственная премия России (2000, за участие в спектакле «Женитьба», театр на Покровке).
- Орден Почёта (2 февраля 2004 года) — за многолетнюю плодотворную деятельность в области культуры и искусства[29]
- Орден «За заслуги перед Отечеством» IV степени (26 января 2009 года) — за большой вклад в развитие отечественного театрального и кинематографического искусства[30]
- Международная премия Станиславского (2016) — за вклад в актёрское искусство[31].
- Орден Дружбы (29 апреля 2019 года) — за большой вклад в развитие отечественной культуры и искусства, многолетнюю плодотворную деятельность[32].
- «Звезда театрала» в номинации «Лучшая мужская роль»[33] за исполнение роли Габито в спектакле «Любовь по Маркесу» в театре имени Маяковского (2023).